# Stigmella filipendulae
Stigmella filipendulae là một loài bướm đêm thuộc họ Nepticulidae. Loài này có ở Fennoscandia to Anpơ và the Carpathians, và from Ireland to Ba Lan. There is a disjunct population in Hy Lạp.
Sải cánh dài 3–5 mm. Con trưởng thành bay từ tháng 7 đến tháng 8 và một lần nữa vào tháng 9. Có hai lứa trưởng thành một năm.
Ấu trùng ăn Filipendula vulgaris và Filipendula ulmaria. Chúng ăn lá nơi chúng làm tổ. 